# Klassementscross
Als Klassementscross wird im Cyclocross ein Rennen bezeichnet, das einer der drei Rennserien Weltcup, Superprestige oder X²O Trofee angehört. Diese drei Serien gelten als die prestigeträchtigsten der Sportart; jede von ihnen besteht aus 8 bis 14 Rennen pro Saison und lobt ein Gesamtklassement aus. Das Preisgeld für den Sieg im Gesamtklassement betrug in der Saison 2023/2024 jeweils 25.000 bis 30.000 €.
Die Anzahl der Siege in Klassementscrossen gilt als ein Maß für den Erfolg einer Karriere. Sven Nys gewann über 160 dieser Rennen, und der 100. Erfolg von Mathieu van der Poel wurde als Meilenstein gesehen. Aber auch der erste Erfolg eines Fahrers oder ein erstes Podium werden vermerkt. Für die Organisatoren der Rennen ist die Zugehörigkeit zu einem der Klassements oft ein Ziel, da das Prestige und das hohe Preisgeld sowie die Übertragung im Fernsehen ein gutes Teilnehmerfeld sichern. Umgekehrt ist auch der Begriff Nicht-Klassementscross für Rennen außerhalb dieser Serien zu finden.
Der Begriff ist vor allem im Niederländischen üblich, zumal der Sport von belgischen und niederländischen Fahrern dominiert wird und Superprestige und Trofee im Gegensatz zum Weltcup fast ausschließlich in der Region Flandern stattfinden. Doch auch in der deutsch-, englisch- oder französischsprachigen Berichterstattung ist der Ausdruck zu finden, ggfs. in Übersetzungen wie classification cross bzw. cyclocross de classement.